# Калеля
Калеля — муніципалітет у регіоні Марезма в Іспанії, розміщений за 50 км від Барселони, 50 км від Жирони та за 6 км від природного парку Монтнегре-Корредор. Він відомий як туристична столиця Коста-дель-Маресме і характеризується тим, що є космополітичним містом з типовим середземноморським кліматом.
Його міське планування з центральною пішохідною та комерційною зоною, зеленими насадженнями та широким асортиментом розміщення робить Калелью важливим туристичним напрямком.
У Калелі є пляж довжиною три кілометри та понад 180 000 м2 золотистого піску, блакитна вода та природні зони, такі як парк Далмау, набережна Мануеля Пуігверта, набережна Гарбі, маяк та вежечки.
Калеля – це місто з майже 700-річною історією. Воно було й залишається сьогодні відкритим до моря та гір, ревниво ставлячись до своєї історії, минулого, багатого на факти, і завжди відкритого для Каталонії, яка з роками стала спільнотою, що приймає прибульців.

## Історія
Починаючи з 1-го століття до нашої ери, прогресуючий процес романізації породив численні вілли в нижніх районах узбережжя, з’єднаних римською дорогою, що веде до Барсіно (Барселони). Це були сільськогосподарські садиби, призначені для виробництва пшениці, олії або вина. У Калелі неподалік від міської лікарні були розкопані залишки римської вілли, яку можна датувати періодом між I століттям до нашої ери та I століттям нашої ери.

## Історичні та спадкові місця
Парафіяльна церква св. Марії і св. Миколая. У 1525 році Калеля отримала від папи Климента VII буллу, яка надала їй право стати незалежною парафією. Будівництво нового храму доручили барселонському будівельникові Пере Суарісу в 1539 році. Пізніше роботу продовжив будівельник Антоні Матеу, але його передчасна смерть змусила найняти відомого скульптора та майстра будівництва Жана де Тура, який помер у Калелі в 1563 році, залишивши роботу незавершеною. Нарешті, майстрам Жоану Солеру з Калелі та Перрісу Роату, французові, який жив у Матаро, було доручено завершити храм. Нову церкву освятили у 1564 році.